# Айгаван
Айгаван (вірм. Այգավան) — село в марзі Арарат, у центрі Вірменії. Село розташоване на трасі Єреван — Степанакерт, на залізниці Єреван — Єрасх, за 5 км на північний захід від міста Арарата, за 13 км на південний схід від міста Аштарака, за 2 км на північний захід від села Авшар, за 5 км на північний схід від села Єхегнаван, за 3 км на південний схід від села Воскетап та 4 км на південний захід від села Ванашен.